# Tessy Ebosele
Tessy Ebosele Ebosele (Marruecos, 28 de julio de 2002) es una atleta española especializada en salto de longitud y triple salto. En 2021 fue subcampeona mundial sub-20 de triple salto y subcampeona europea sub-20 de salto de longitud.

## Trayectoria
Tessy Ebosele nació en Marruecos en 2002, aunque su familia procedía de Benin City, Nigeria, país cuya nacionalidad ostentó durante los primeros años de su vida. Con un año y medio de edad llegó a España en una patera junto a su madre, y desde entonces se crio en Álava. Empezó a practicar la gimnasia rítmica, pero a los 13 años se decantó por el atletismo.
A los 16 años superó la mejor marca española sub-18 de triple salto y quedó tercera en el Campeonato de España de Atletismo en pista cubierta de 2019; sin embargo, estos resultados no tuvieron validez oficial por no tener todavía la nacionalidad española.
En 2021, ya con la nacionalidad española, participó en el Campeonato de Europa Sub-20, donde hizo tres nulos en la calificación de triple salto y se fue sin marca; sin embargo, dos días después consiguió la medalla de plata en salto de longitud. Al mes siguiente, en el Campeonato del Mundo Sub-20, logró el subcampeonato en triple salto y la quinta plaza en longitud. A finales de ese año se trasladó a Guadalajara para integrarse en el grupo de entrenamiento de Iván Pedroso, junto con otros saltadores como Ana Peleteiro, Fátima Diame, Alexis Copello y la plusmarquista mundial de triple salto, Yulimar Rojas.
En 2023 consiguió una medalla de bronce en la prueba de salto de longitud del Campeonato de Europa Sub-23. En categoría absoluta, consiguió una plaza de finalista en la misma prueba del Campeonato del Mundo.
En el Campeonato de Europa de 2024, en cambio, no consiguió superar la ronda de clasificación por primera vez en su carrera. Tampoco lo consiguió en los Juegos Olímpicos de París 2024.
Sufrió una grave lesión durante el Campeonato de España Short Track 2025 que la llevó a pasar por el quirófano y poner fin a la temporada.

## Competiciones internacionales
| Representando a España \| Año \| Competición \| Sede \| Puesto \| Prueba \| Marca \| \| ---- \| ------------------------- \| -------- \| ----------------- \| ------------ \| --------- \| \| 2021 \| Campeonato Europeo Sub-20 \| Tallin \| -- (q.) \| Triple salto \| SM \| \| 2021 \| Campeonato Europeo Sub-20 \| Tallin \| Medalla de plata \| Longitud \| 6.63 m \| \| 2021 \| Campeonato Mundial Sub-20 \| Nairobi \| Medalla de plata \| Triple salto \| 13.63 m \| \| 2021 \| Campeonato Mundial Sub-20 \| Nairobi \| 5.º \| Longitud \| 6.46 m \| \| 2022 \| Juegos Mediterráneos \| Orán \| Medalla de bronce \| Triple salto \| 13.63 m = \| \| 2023 \| Campeonato Europeo Sub-23 \| Espoo \| Medalla de bronce \| Longitud \| 6.63 m \| \| 2023 \| Campeonato Mundial \| Budapest \| 8.º \| Longitud \| 6.62 m \| \| 2024 \| Campeonato de Europa \| Roma \| 19.ª (q.) \| Longitud \| 6,47 m \| \| 2024 \| Juegos Olímpicos \| París \| 30.ª (q.) \| Longitud \| 6,09 m \| | Representando a España \| Año \| Competición \| Sede \| Puesto \| Prueba \| Marca \| \| ---- \| ------------------------- \| -------- \| ----------------- \| ------------ \| --------- \| \| 2021 \| Campeonato Europeo Sub-20 \| Tallin \| -- (q.) \| Triple salto \| SM \| \| 2021 \| Campeonato Europeo Sub-20 \| Tallin \| Medalla de plata \| Longitud \| 6.63 m \| \| 2021 \| Campeonato Mundial Sub-20 \| Nairobi \| Medalla de plata \| Triple salto \| 13.63 m \| \| 2021 \| Campeonato Mundial Sub-20 \| Nairobi \| 5.º \| Longitud \| 6.46 m \| \| 2022 \| Juegos Mediterráneos \| Orán \| Medalla de bronce \| Triple salto \| 13.63 m = \| \| 2023 \| Campeonato Europeo Sub-23 \| Espoo \| Medalla de bronce \| Longitud \| 6.63 m \| \| 2023 \| Campeonato Mundial \| Budapest \| 8.º \| Longitud \| 6.62 m \| \| 2024 \| Campeonato de Europa \| Roma \| 19.ª (q.) \| Longitud \| 6,47 m \| \| 2024 \| Juegos Olímpicos \| París \| 30.ª (q.) \| Longitud \| 6,09 m \| | Representando a España \| Año \| Competición \| Sede \| Puesto \| Prueba \| Marca \| \| ---- \| ------------------------- \| -------- \| ----------------- \| ------------ \| --------- \| \| 2021 \| Campeonato Europeo Sub-20 \| Tallin \| -- (q.) \| Triple salto \| SM \| \| 2021 \| Campeonato Europeo Sub-20 \| Tallin \| Medalla de plata \| Longitud \| 6.63 m \| \| 2021 \| Campeonato Mundial Sub-20 \| Nairobi \| Medalla de plata \| Triple salto \| 13.63 m \| \| 2021 \| Campeonato Mundial Sub-20 \| Nairobi \| 5.º \| Longitud \| 6.46 m \| \| 2022 \| Juegos Mediterráneos \| Orán \| Medalla de bronce \| Triple salto \| 13.63 m = \| \| 2023 \| Campeonato Europeo Sub-23 \| Espoo \| Medalla de bronce \| Longitud \| 6.63 m \| \| 2023 \| Campeonato Mundial \| Budapest \| 8.º \| Longitud \| 6.62 m \| \| 2024 \| Campeonato de Europa \| Roma \| 19.ª (q.) \| Longitud \| 6,47 m \| \| 2024 \| Juegos Olímpicos \| París \| 30.ª (q.) \| Longitud \| 6,09 m \| | Representando a España \| Año \| Competición \| Sede \| Puesto \| Prueba \| Marca \| \| ---- \| ------------------------- \| -------- \| ----------------- \| ------------ \| --------- \| \| 2021 \| Campeonato Europeo Sub-20 \| Tallin \| -- (q.) \| Triple salto \| SM \| \| 2021 \| Campeonato Europeo Sub-20 \| Tallin \| Medalla de plata \| Longitud \| 6.63 m \| \| 2021 \| Campeonato Mundial Sub-20 \| Nairobi \| Medalla de plata \| Triple salto \| 13.63 m \| \| 2021 \| Campeonato Mundial Sub-20 \| Nairobi \| 5.º \| Longitud \| 6.46 m \| \| 2022 \| Juegos Mediterráneos \| Orán \| Medalla de bronce \| Triple salto \| 13.63 m = \| \| 2023 \| Campeonato Europeo Sub-23 \| Espoo \| Medalla de bronce \| Longitud \| 6.63 m \| \| 2023 \| Campeonato Mundial \| Budapest \| 8.º \| Longitud \| 6.62 m \| \| 2024 \| Campeonato de Europa \| Roma \| 19.ª (q.) \| Longitud \| 6,47 m \| \| 2024 \| Juegos Olímpicos \| París \| 30.ª (q.) \| Longitud \| 6,09 m \| | Representando a España \| Año \| Competición \| Sede \| Puesto \| Prueba \| Marca \| \| ---- \| ------------------------- \| -------- \| ----------------- \| ------------ \| --------- \| \| 2021 \| Campeonato Europeo Sub-20 \| Tallin \| -- (q.) \| Triple salto \| SM \| \| 2021 \| Campeonato Europeo Sub-20 \| Tallin \| Medalla de plata \| Longitud \| 6.63 m \| \| 2021 \| Campeonato Mundial Sub-20 \| Nairobi \| Medalla de plata \| Triple salto \| 13.63 m \| \| 2021 \| Campeonato Mundial Sub-20 \| Nairobi \| 5.º \| Longitud \| 6.46 m \| \| 2022 \| Juegos Mediterráneos \| Orán \| Medalla de bronce \| Triple salto \| 13.63 m = \| \| 2023 \| Campeonato Europeo Sub-23 \| Espoo \| Medalla de bronce \| Longitud \| 6.63 m \| \| 2023 \| Campeonato Mundial \| Budapest \| 8.º \| Longitud \| 6.62 m \| \| 2024 \| Campeonato de Europa \| Roma \| 19.ª (q.) \| Longitud \| 6,47 m \| \| 2024 \| Juegos Olímpicos \| París \| 30.ª (q.) \| Longitud \| 6,09 m \| | Representando a España \| Año \| Competición \| Sede \| Puesto \| Prueba \| Marca \| \| ---- \| ------------------------- \| -------- \| ----------------- \| ------------ \| --------- \| \| 2021 \| Campeonato Europeo Sub-20 \| Tallin \| -- (q.) \| Triple salto \| SM \| \| 2021 \| Campeonato Europeo Sub-20 \| Tallin \| Medalla de plata \| Longitud \| 6.63 m \| \| 2021 \| Campeonato Mundial Sub-20 \| Nairobi \| Medalla de plata \| Triple salto \| 13.63 m \| \| 2021 \| Campeonato Mundial Sub-20 \| Nairobi \| 5.º \| Longitud \| 6.46 m \| \| 2022 \| Juegos Mediterráneos \| Orán \| Medalla de bronce \| Triple salto \| 13.63 m = \| \| 2023 \| Campeonato Europeo Sub-23 \| Espoo \| Medalla de bronce \| Longitud \| 6.63 m \| \| 2023 \| Campeonato Mundial \| Budapest \| 8.º \| Longitud \| 6.62 m \| \| 2024 \| Campeonato de Europa \| Roma \| 19.ª (q.) \| Longitud \| 6,47 m \| \| 2024 \| Juegos Olímpicos \| París \| 30.ª (q.) \| Longitud \| 6,09 m \| |
| Año | Competición | Sede | Puesto | Prueba | Marca |
| --- | --- | --- | --- | --- | --- |
| 2021 | Campeonato Europeo Sub-20 | Tallin | -- (q.) | Triple salto | SM |
| 2021 | Campeonato Europeo Sub-20 | Tallin | Medalla de plata | Longitud | 6.63 m |
| 2021 | Campeonato Mundial Sub-20 | Nairobi | Medalla de plata | Triple salto | 13.63 m |
| 2021 | Campeonato Mundial Sub-20 | Nairobi | 5.º | Longitud | 6.46 m |
| 2022 | Juegos Mediterráneos | Orán | Medalla de bronce | Triple salto | 13.63 m = |
| 2023 | Campeonato Europeo Sub-23 | Espoo | Medalla de bronce | Longitud | 6.63 m |
| 2023 | Campeonato Mundial | Budapest | 8.º | Longitud | 6.62 m |
| 2024 | Campeonato de Europa | Roma | 19.ª (q.) | Longitud | 6,47 m |
| 2024 | Juegos Olímpicos | París | 30.ª (q.) | Longitud | 6,09 m |

## Marcas personales
| Prueba            | Marca | Viento | Lugar     | Fecha                |
| ----------------- | ----- | ------ | --------- | -------------------- |
| Salto de longitud | 6.80  | +1.6   | Castellón | 14 de junio de 2023  |
| Triple salto      | 13.63 | +0.4   | Nairobi   | 20 de agosto de 2021 |

| Prueba            | Marca | Lugar  | Fecha                 |
| ----------------- | ----- | ------ | --------------------- |
| Salto de longitud | 6.57  | Madrid | 18 de febrero de 2023 |
| Triple salto      | 13.54 | Madrid | 20 de febrero de 2021 |